# Liste der geschützten Landschaftsbestandteile in Oldenburg (Oldb)
In der kreisfreien Stadt Oldenburg (Oldb) gibt es diese ausgewiesenen geschützten Landschaftsbestandteile. 
| Feuchtgebiet am Schramperweg                                    |    | GLB OL-S 00001 | Oldenburg, Eversten | ⊙ | 0,4    | 9. Feb. 1987                   |
| Wäldchen am Pophankenweg                                        |    | GLB OL-S 00002 | Oldenburg           | ⊙ | 1,1    | 24. Apr. 1987                  |
| Buchen an der Blumenstraße                                      | BW | GLB OL-S 00003 | Oldenburg           | ⊙ |        | 15. Feb. 1993                  |
| Gehölzbestand am Gleisweg                                       | BW | GLB OL-S 00004 | Osternburg          | ⊙ | 1,7    | 19. Juni 1995                  |
| Alte Braker Bahn                                                | BW | GLB OL-S 00005 | Ohmstede            | ⊙ | 9,1    | 14. Nov. 1994                  |
| Schutz von Gehölzbeständen in der Stadt Oldenburg               | BW | GLB OL-S 00006 |                     | ⊙ |        | 16. Mai 1994                   |
| Satzung zum Schutz des Baumbestandes in der Stadt Oldenburg     | BW | GLB OL-S 00007 |                     | ⊙ |        | 15. Juli 1997 bis 1. März 1998 |
| Gutspark Dietrichsfeld im Stadtteil Bürgerfelde / Dietrichsfeld | BW | GLB OL-S 00008 | Oldenburg           | ⊙ | 1,1615 | 23. März 2009                  |
| Streuobstwiese Am Bahndamm                                      | BW | GLB OL-S 00009 | Osternburg          | ⊙ | 2,4    | 28. Juli 2014                  |
| Legende für Geschützter Landschaftsbestandteil                  |    |                |                     |   |        |                                |